# Boceanîțea, Hoșcea
Boceanîțea (în ucraineană Бочаниця) este o comună în raionul Hoșcea, regiunea Rivne, Ucraina, formată numai din satul de reședință.

## Demografie
Componența lingvistică a comunei Boceanîțea
     Ucraineană (99,74%)
     Alte limbi (0,27%)
Conform recensământului din 2001, majoritatea populației comunei Boceanîțea era vorbitoare de ucraineană (99,74%), existând în minoritate și vorbitori de alte limbi.